# Compagnie des Automobiles David et Bourgeois
Die Compagnie des Automobiles David et Bourgeois war ein französischer Hersteller von Automobilen.

## Unternehmensgeschichte
Das Unternehmen wurde 1896 in Paris zur Produktion von Automobilen gegründet. Der Markenname lautete D & B. 1902 endete die Produktion.

## Fahrzeuge
Das erste Modell war mit einem Vierzylindermotor von Pierre Gautier ausgestattet, der vorne montiert war. Die Motorleistung wurde über zwei Ketten an die Hinterachse übertragen. Das Getriebe verfügte über vier Gänge. 1900 folgte der 6 CV mit einem Zweizylindermotor und 1900 oder 1902 der 16 CV mit einem Vierzylindermotor.